# Sebastian Gripenberg
Odert Sebastian Gripenberg, född 8 mars 1850 i Kronoborg, Karelen, död 12 juli 1925 i Helsingfors, var en finländsk friherre, arkitekt och senator.

## Biografi
Efter genomgången kadettskola i Finska kadettkåren 1861 studerade Gripenberg vid krigsingenjörsakademin i Sankt Petersburg och befordrades till löjtnant 1875. Han utexaminerades 1878 som den tredje arkitekten i ordningen vid det nygrundade Polytekniska institutet i Helsingfors och studerade vidare vid Technische Hochschule i Wien 1878–1879. Han arbetade från 1880 som privatpraktiserande arkitekt, hade flera samarbetsprojekt med dåtidens mest framstående arkitekter och en kort tid gemensam arkitektbyrå med Magnus Schjerfbeck.
Gripenberg, som hade sin politiska hemvist bland gammalfinnarna, var 1887–1904 överdirektör i överstyrelsen för allmänna byggnaderna, medlem av stadsfullmäktige i Helsingfors 1885–1887 och 1894–1896 samt 1904–1905 senator och chef för handels- och industriexpeditionen. Mångsidigt begåvad, språkkunnig och aktiv även inom organisations- och näringslivet var han bland annat medlem i Pohjolas direktion 1891–1896, vice ordförande i Konstflitföreningen 1894–1905, ordförande i förvaltningsrådet för Kansallis-Osake-Pankki 1902–1919 och styrelseordförande i de evangelisk-lutherska församlingarnas bostadsförening 1892–1902. Han var även med om att grunda Arkitektklubben och verkade 1892–1901 som dess ordförande.
Gripenberg betraktas som en av de främsta nyklassicisterna inom finländsk arkitektur; han tog klart avstånd från den finska nationalromantiken.

## Familj
Sebastian Gripenberg var son till friherre Johan Ulrik Sebastian Gripenberg och Maria Lovisa Örnberg. Gift var han med Hilma Johanna Lindfors. Han hade tre barn med Lindfors: Maggie Gripenberg, Hans Henrik Sebastian och Aili Johanna Elisabet von Freymann. Gripenbergs syster Alexandra Gripenberg var i sin tur en berömd kvinnosaksaktivist.

## Byggnader

### Helsingfors
- Byggnaden Georgsgatan 18/Bulevarden 8 (1884, numera ägd av Svenska folkskolans vänner)
- Hörnhuset Bernhardsgatan/Södra Kajen/Unionsgatan (1887)
- Donnerska huset Norra kajen 12 (1889)
- Finska litteratursällskapets hus i Helsingfors (1890)
- Försäkringsbolaget Suomis hus vid Ludvigsgatan (senare Helsingin Sanomats huvudkontor, 1892)
- Gripholm vid Bernhardsgatan/Fabiansgatan (1894–1909)
- Prästhuset för Helsingfors ortodoxa församling (1903)

### Övriga Finland
- Ekenäs stadshus (1882)
- Villa Billnäs i Pojo (1882)
- Hatanpää gård i Tammerfors (1884)
- Mariefors gård i Tusby (1884)
- Åbo sparbanks hus i Åbo (1888–1891)
- Langinkoski kejserliga fiskestuga (tillsammans med Magnus Schjerfbeck och Jac Ahrenberg, 1889)
- Villmanstrands dragonregementes kasernbyggnader (tillsammans med Jac Ahrenberg 1889–1893)
- Villa Idman i Tammerfors (1898)
- Posthuset i Åbo (1899)

## Bilder

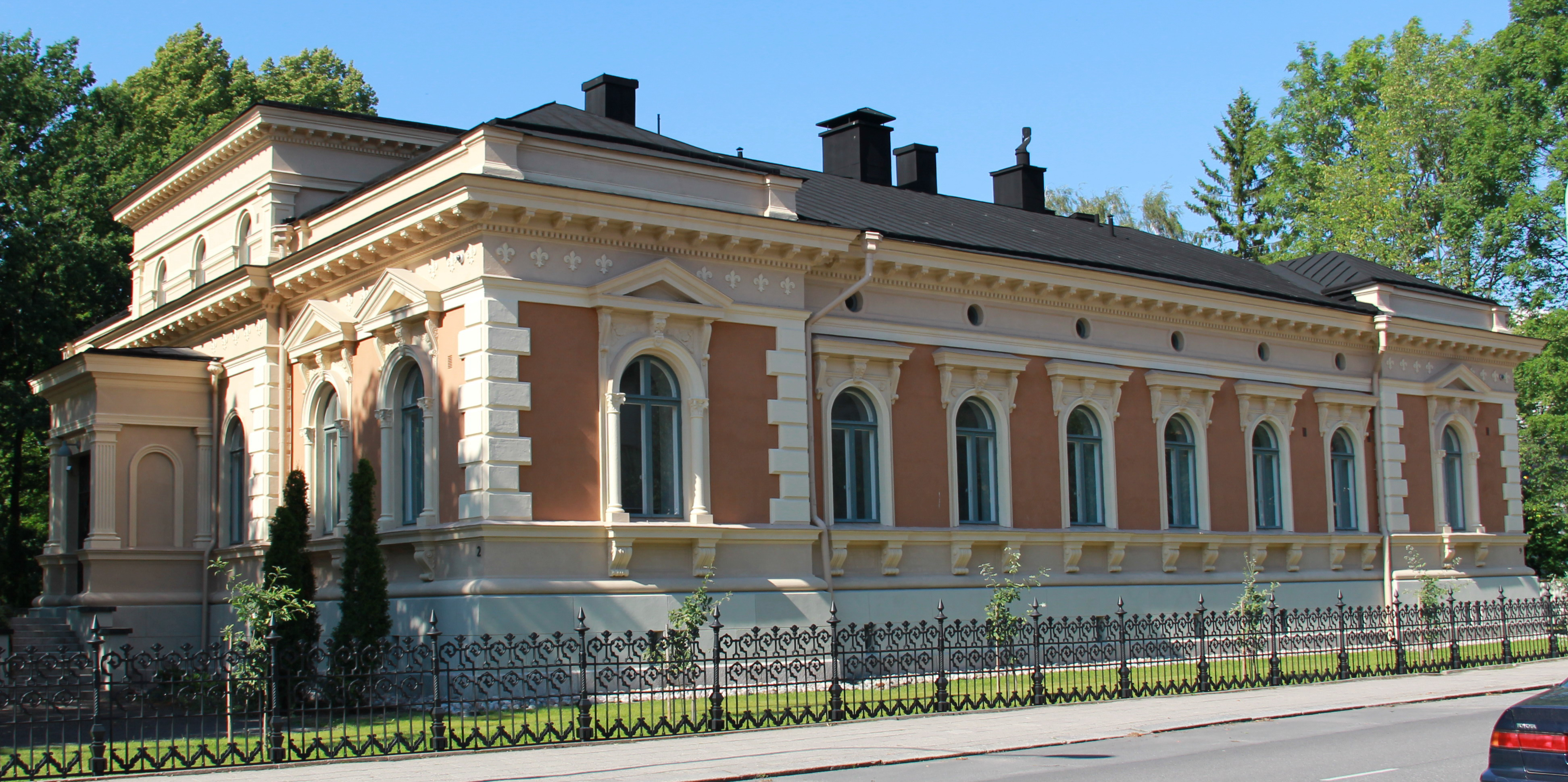
Ärkebiskopsresidenset, Åbo
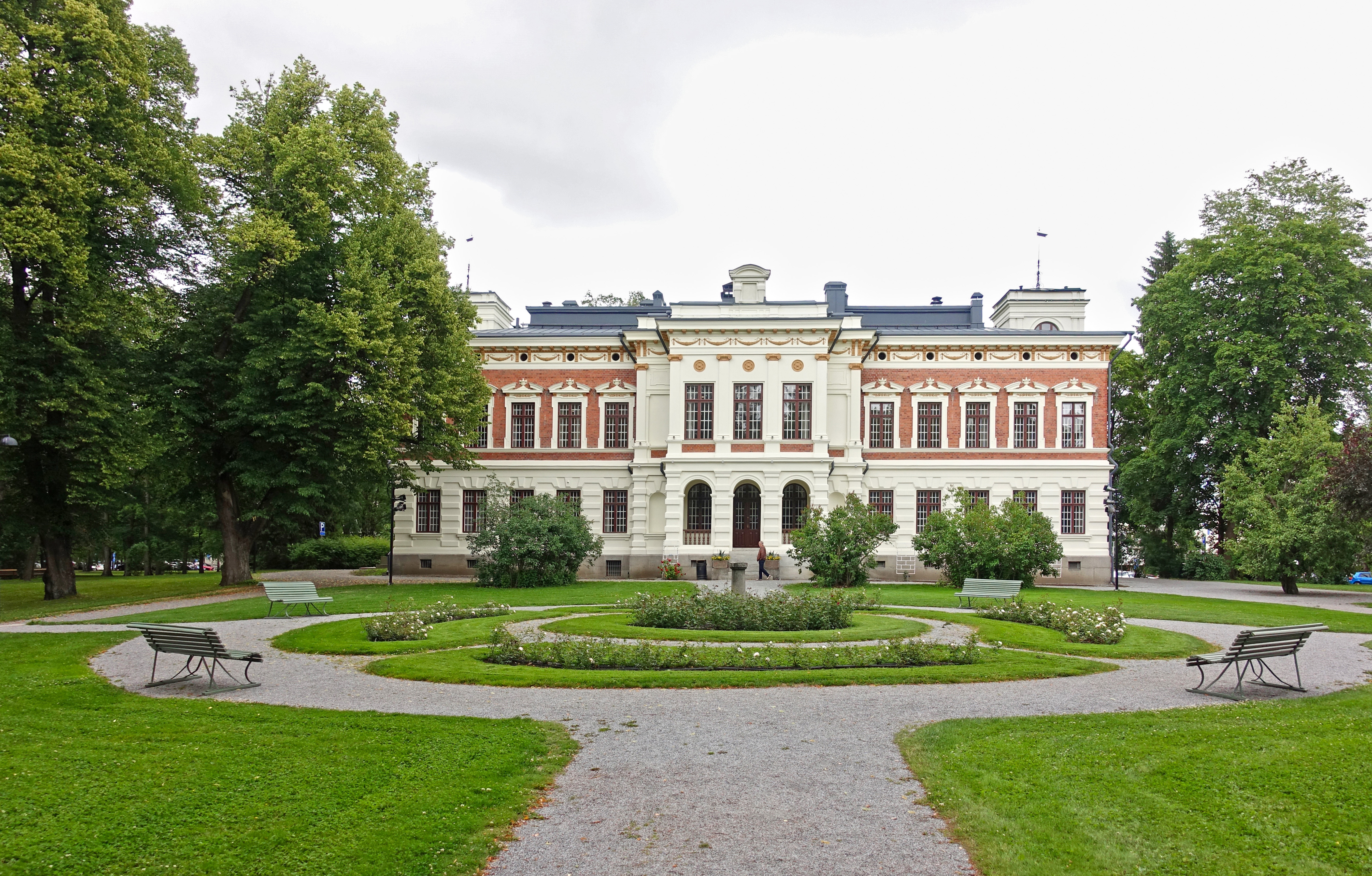
Hatanpää gård. Tammerfors
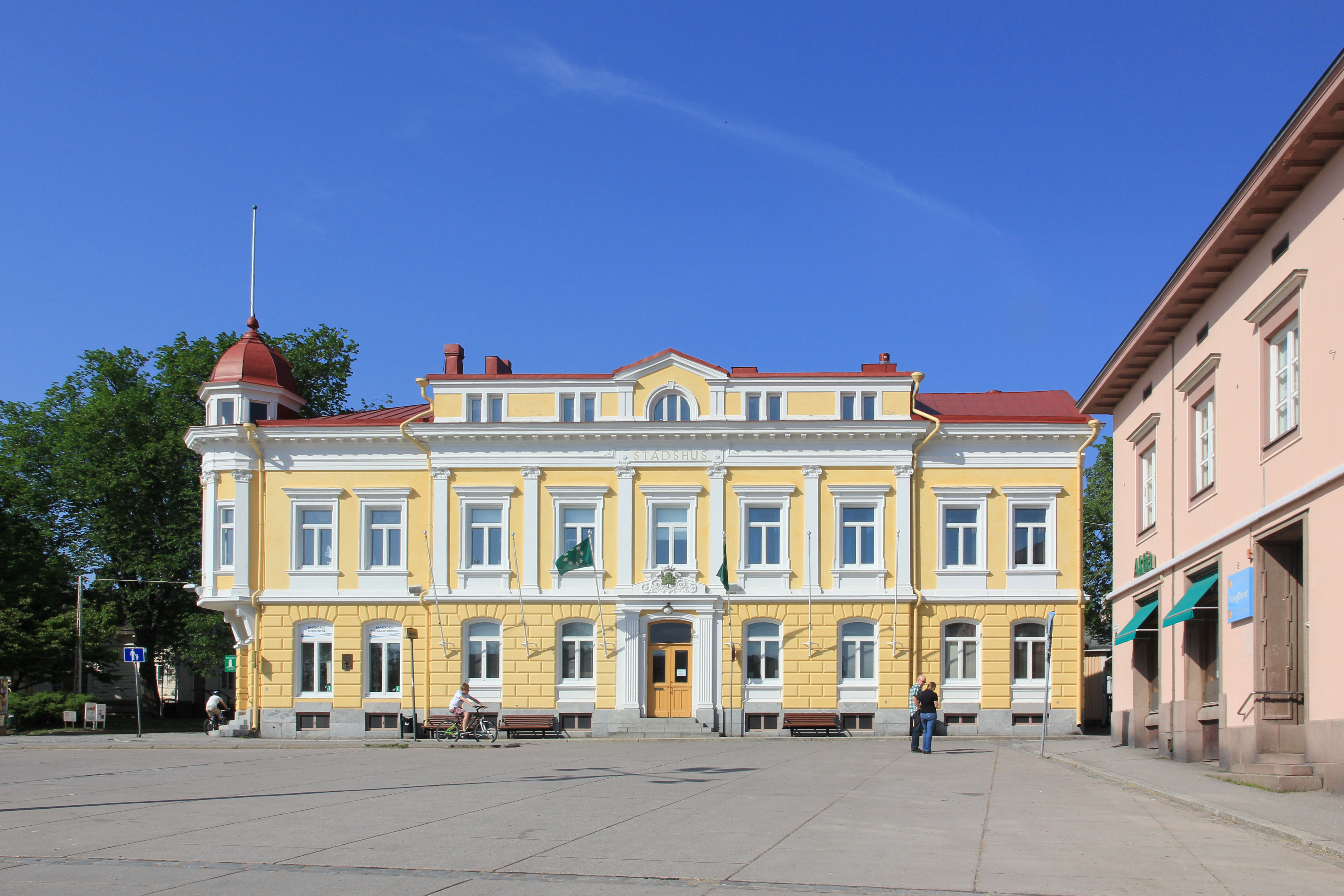
Ekenäs stadshus
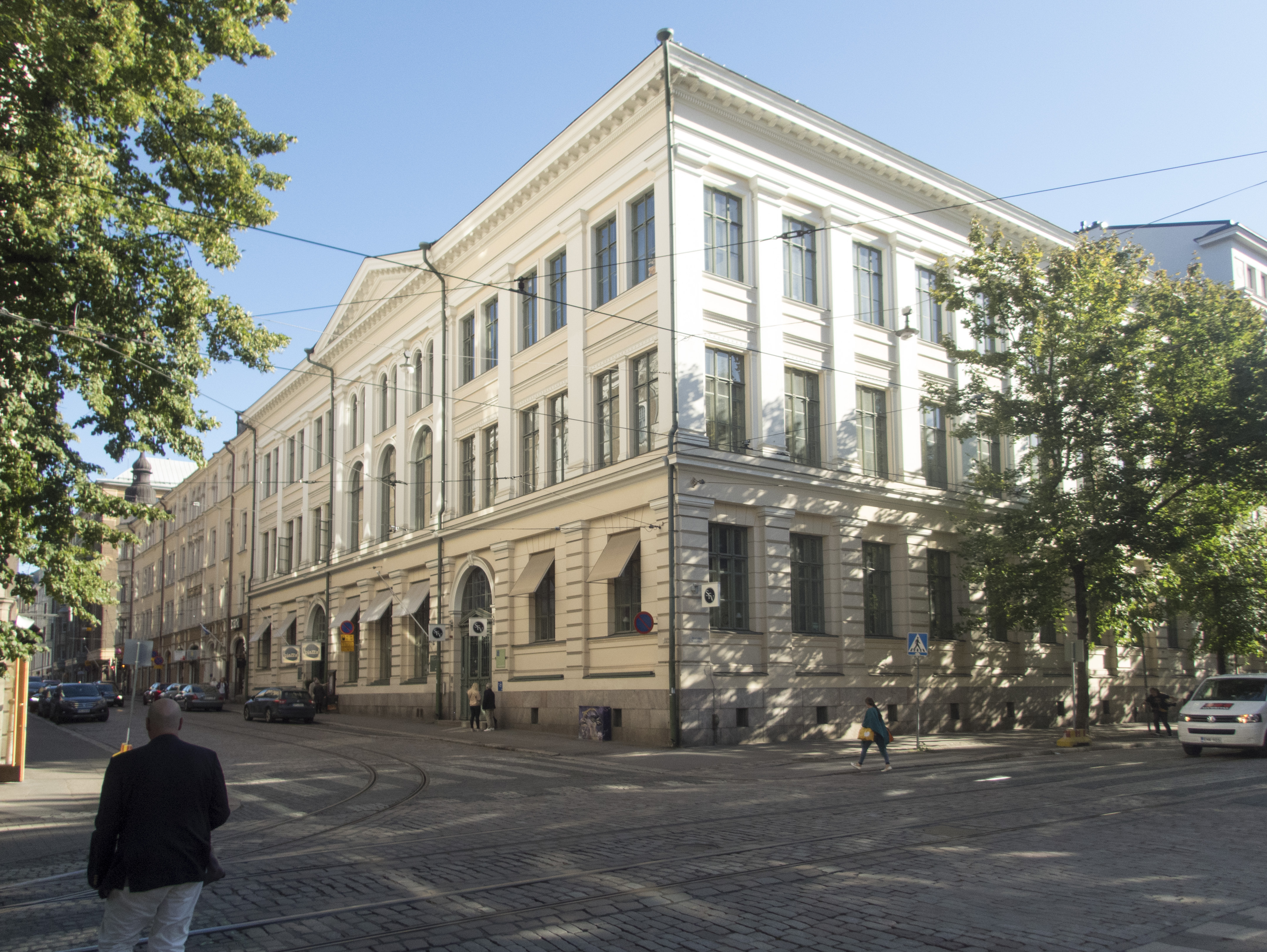
Finska flickskolan, Helsingfors
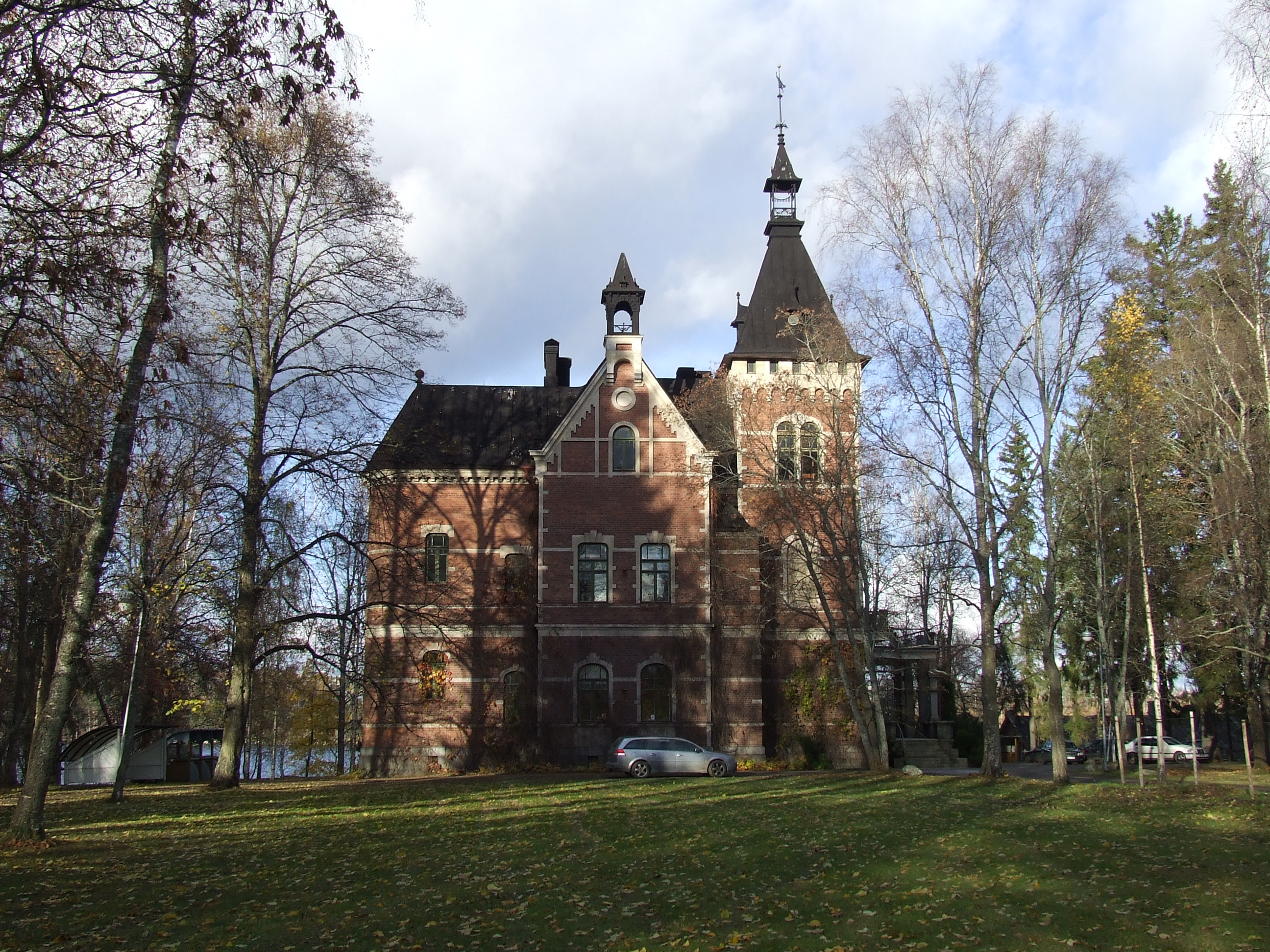
Villa Idman, Tammerfors

## Utmärkelser
- Sankt Stanislausorden, andra klassen,  1890[3]
- Sankt Annas orden, andra klass,  1893[3]
- Sankt Vladimirs orden, fjärde klassen,  1895[3]
- Sankt Vladimirs orden, tredje klass,  1898[3]

[Redigera Wikidata]